# District de Saint-Quentin
1790–1795
Entités suivantes :
- Arrondissement de Saint-Quentin

Le district de Saint-Quentin était une division territoriale française du département de l'Aisne de 1790 à 1795.

## Composition
Il était composé de 8 cantons : Bohain, Fonsommes, Le Catelet, Moÿ, Ribemont, Saint-Quentin, Saint-Simon et Vermand.

## Galerie

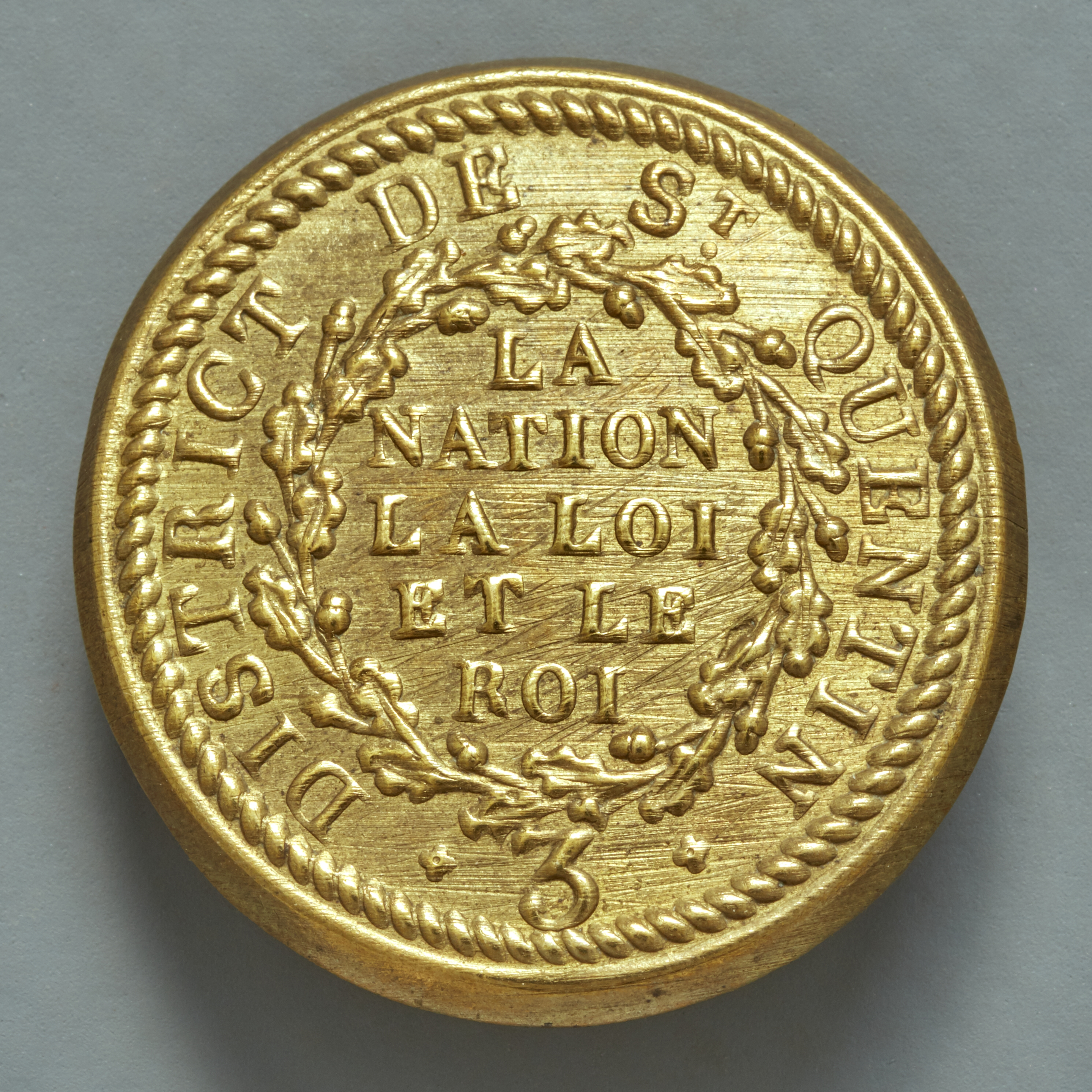
Bouton (musée Carnavalet)

## Liens
- Réduction des justices de paix en 1801 - Département de l'Aisne